# Бандай (гора)
Бандай (яп. 磐梯山, Бандай-сан), також відомий як Айдзу-Бандай-сан (яп. 会津磐梯山), Айдзу-Фудзі (яп. 会津富士), і Айдзу-нє (яп. 会津嶺, «Пік Айдзу») — стратовулкан в Японії, в префектурі Фукусіма.

## Виверження
Під час великого виверження на 15 липня 1888 року північна і східна частини кальдери рухнули в масивний обвал, утворюючи два озера, Hibara-ko і Onogawa-ko, а також кілька невеликих озер, що називаються Goshiki-numa, або «П'ять кольорових озер».
Район озер, утворений цим катаклізмом, став відомий як Urabandai або Bandai-kōgen, і є популярним туристичним напрямом.
Це останнє виверження було особливо величезним і зовсім змінило його околиці. Всі навколишні села були зруйновані, загинула 461 людина і отримали опіки ще 70. Вулканічні уламки заблокували прилеглі річки, створюючи озера і ставки. Долина річки Нагасе (японською - 長瀬川 (福島県)) на площі 71 км² була покрита грязьовими лавинами. 
Вулкан дав назву одному з видів вивержень — бандайсанського (бандайського) типу з проявом так званого високоексплозивного вулканізму. 
У 1987 і 2000 роках поблизу околиць вулкана спостерігалися землетруси.

## Сходження на гору Бандай
Є шість основних маршрутів на Бандай:
- Inawashiro Tozankō (猪苗代登山口)
- Okinajima Tozankō (翁島登山口)
- Hapōdai Tozankō (八方台登山口)
- Urabandai Tozankō (裏磐梯登山口)
- Kawakami Tozankō (川上登山口)
- Shibutani Tozankō (渋谷登山口)